# مغالطة غير صورية
المغالطة غير الصورية هي حجة تفشل مقدماتها المنطقية في دعم النتيجة. وغالباً ما تظهر المغالطات غير الصورية بسبب حدوث خطأ في البرهان بحيث أن المقدمات المنطقية يتم ربطها بعد ذلك بشكل خاطئ بالاستنتاج. وعلى نقيض المغالطة المنطقية، هناك علاقة بين الخطأ وقضايا الاستدلال بسبب أن اللغة يتم استخدامها لتوضيح الفرضية. تسمح اللغة الطبيعية بالتصريح أكثر من رمزية ما يقدمه المنطق الصوري. وكل المغالطات غير الصورية للمنطق الاستدلالي تحتوي على فصل أساسي بين المقدمات والنتيجة. وهذا ما يجعل الحجة باطلة. غالباً ما ينشأ الفصل بسبب وجود فرضية مشتركة خفية. إذا تم ذكر هذه الفرضية المشتركة، فعند ذلك تصبح الحجة مقبولة.
المغالطات الاستقرائية غير الصورية تختلف قليلاً عن نظيرتها الاستدلالية، لأن ميزتها تكمن في قوة الاستقراء فيما يخص الارتباط بين المقدمة والنتيجة عوضاً عن وجود المقدمات الخفية. على سبيل المثال، في مغالطة التعميم المتسرع، يمكن قول التالي:
أ = ب
أ = ج
إذاً، كل أب = أج
إذا كان عدد سكان أ وب كبيراً جداً لأخذ عينات شاملة، إذاً التعبير استقرائي. في مثل هذه الحالة، يحدث التعميم المتسرع عندما يكون عدد أب وأج غير كافٍ لتمثيل السكان المعنيين. إذاً من المهم التمييز بين مبادئ المنطق ( الاستدلالي والاستقرائي) ومقدمات الحجة.